# Schwarzenbergalm (Totes Gebirge)
Die Schwarzenbergalm  ist eine weite Alm in der Gemeinde Altaussee im österreichischen Bundesland Steiermark. Die Alm liegt am Südfuß des Schönbergs, im Westen des Toten Gebirges, in einer Seehöhe von 1300 m ü. A.. Die Alm ist im Besitz der Österreichischen Bundesforste. Mehrere Bauern besitzen die Servituts-Weiderechte.  Neben vielen Almhütten befindet sich auf der Alm die Ischler Hütte. Früher wurde vom Rettenbach über den steilen Naglsteig das Vieh aufgetrieben. Dies war nur mit den leichten Bergschecken möglich.

## Geologie
Die Alm ist in einer Mulde aus kieseligen Allgäuschichten und bunten Brekzien und Konglomeraten der Grünanger Schichten aus dem Jura angelegt. Sie liegen auf intensiv verkarstetem gebankten Dachsteinkalk, aus dem auch die östlich anschließenden Bereiche des Toten Gebirges bestehen.

## Wanderwege
- Von der Rettenbachalm
- Von der Blaa-Alm